# Аржентинска сива лисица
Аржентинска сива лисица (Lycalopex griseus), също патагонска сива лисица, е хищен бозайник от семейство Кучеви.

## Физически характеристики
Аржентинска сива лисица притежава едновременно черти на лисица и чакал. Окраската на козината е сива по гърба и опашката и рижава по гърдите и корема. Тежат 2,5 – 4 kg, а дължината на тялото им е 43 – 70 cm.

## Разпространение
Ареалът на местообитание на вида се простира в Чили и Аржентина в районите на запад и изток от Андите. На юг достигат до Патагония и Огнена земя.

## Начин на живот и хранене
В менюто на лисицата влизат различни гризачи, зайцевидни и птици.

## Размножаване
Чифтосват се през март. Бременността продължава около 2 месеца. Раждат 2 до 4 малки.